# Euparyphus elongatulus
Euparyphus elongatulus är en tvåvingeart som beskrevs av Samuel Wendell Williston  1900. Euparyphus elongatulus ingår i släktet Euparyphus och familjen vapenflugor. Inga underarter finns listade i Catalogue of Life.